# Smethport (Pennsylvania)
Smethport település az Amerikai Egyesült Államok Pennsylvania államában, McKean megyében, melynek megyeszékhelye is. Lakosainak száma 1436 fő (2020. április 1.).

## Népesség
A település népességének változása:

| 2010 | 1 655 |
| 2020 | 1 436 |